# Trachysphaera jonescui
Trachysphaera jonescui är en mångfotingart som först beskrevs av Henri W. Brölemann 1914.  Trachysphaera jonescui ingår i släktet Trachysphaera och familjen Doderiidae. Inga underarter finns listade i Catalogue of Life.